# Піско

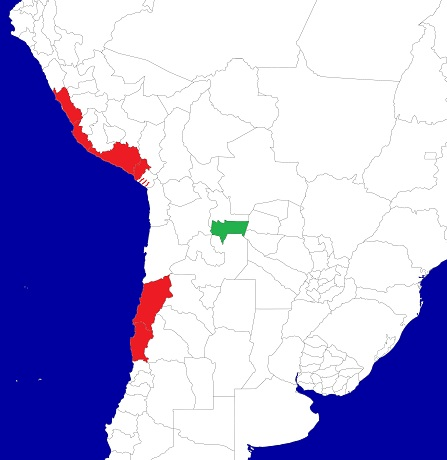
Регіони виробництва піско в Перу та Чилі відповідно до правил виробництва і регіон в Болівії де виготовляють подібний напій під назвою сінгані

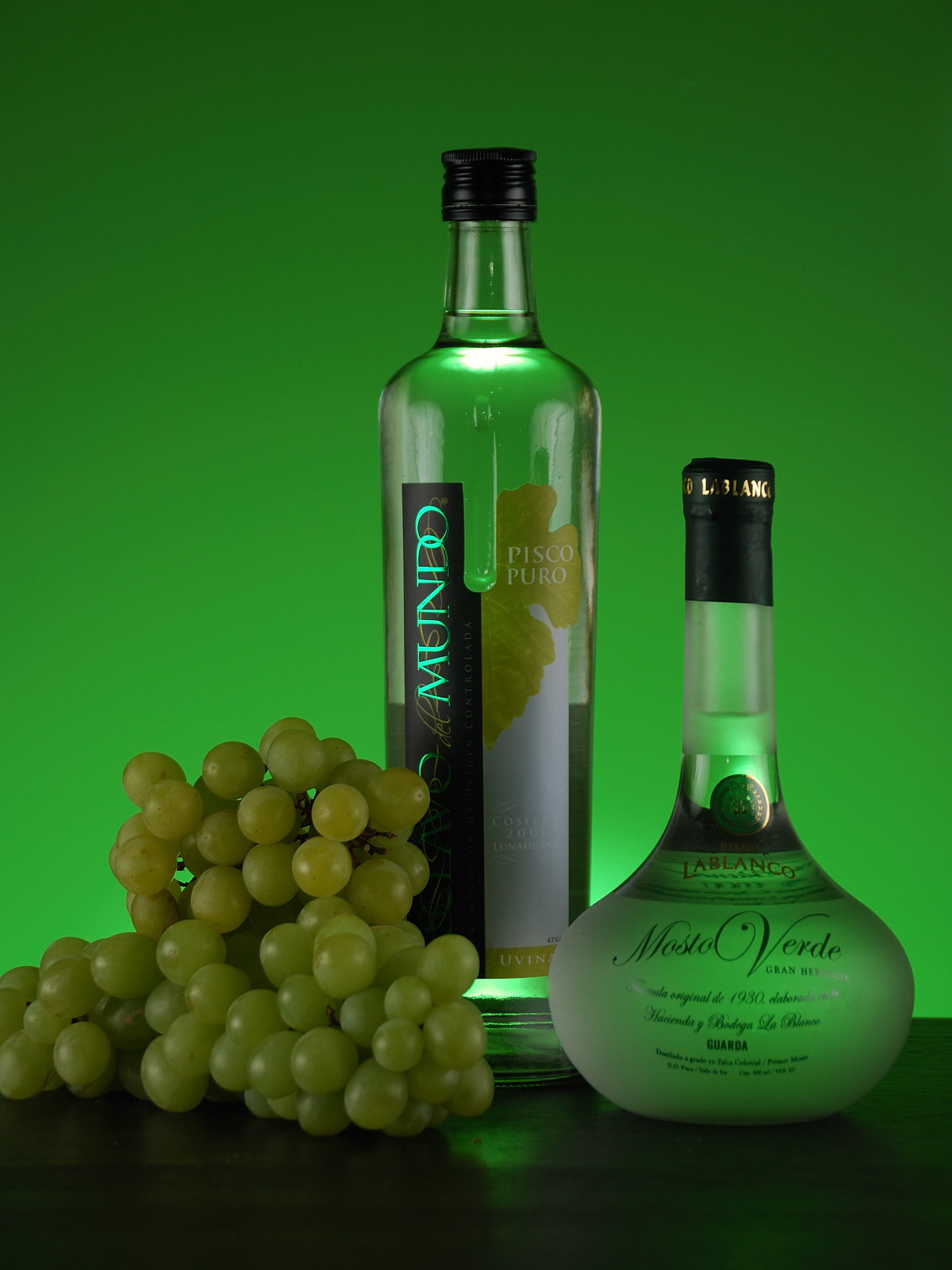
Перуанське піско — мосто верде

Пі́ско — міцний алкогольний напій. Виробляється в Чилі, Перу і трохи в Болівії (під назвою сінгані) з винограду сорту мускат. У перекладі з мови кечуа — птах, що високо летить. Його відносять до різновиду виноградної горілки. На його основі робиться коктейль Піско сауер.

## Історія напою
Саме слово «піско» має індіанське походження. Мовою індіанців кечуа, які проживають на території Перу, означає «маленька пташка». Південніше перуанської столиці міста Ліма знаходиться долина Піско, яка за часів іспанських завойовників була населена однойменним плем'ям. Індіанці робили тут слабоалкогольний напій з кукурудзи. Іспанці привезли з Європи виноградні лози, навчили місцеве населення виноробству. Вино стали зберігати в глеках, що раніше використовувалися для приготування індіанського кукурудзяного напою, тому напій з часом отримав назву піско.
Під час війни між Чилі та Перу в XIX столітті, чилійці, які окупували частину перуанської території, скуштували піско. Воно їм сподобалося і незабаром в Чилі стали випускати міцний алкогольний напій з такою ж назвою. Однак, незважаючи на однакову назву, це зовсім інший напій, вироблений за іншою технологією. Чилійський піско розводять водою, щоб знизити градусність, і витримують в дерев'яних бочках.
В даний час Чилі випускає набагато більше напою під назвою піско. Між Перу та Чилі на державному рівні існують суперечки, чий напій має право називатися піско. Перу наполягає на історичному пріоритеті назви і виробництва піско, а також вказує на те, що чилійський напій виробляється за іншою технологією, ніж історичний, перуанський піско. У 2007 році Інститут культури Перу оголосив коктейль Піско Сауер (Pisco Sour) національним надбанням країни.

## Технологія
Для виробництва перуанського піско беруть чисте, свіжозброджене вино з винограду без шкірки та кісточок. Дистилюють його один раз і отримують рідину міцністю 43 %. Додавати воду категорично заборонено.
При виробництві чилійського піско для пониження міцності додається вода. Також, на відміну від перуанського, він витримується в дубових бочках.

## Види піско
У виробництві піско задіяно вісім сортів винограду, і піскокур може розпоряджатися ними на свій розсуд. Розрізняють пуро, тобто напій з одного сорту, або змішані декілька сортів так званий ачоладо.
В пуро головне — показати переваги конкретного сорту. Вони у кожного свої, але для простоти всі сорти ділять на дві групи. Для однієї характерні «сухі» аромати сіна, бананової шкірки, шоколаду і потужний смак. Друга група відрізняється яскравим букетом квітів, фруктів і спецій — від троянди до жасмину, від лічі до полуниці, від ванілі до кориці.
А якщо зробити ачоладо, то виходить напій зі складними ароматами і смаком, особливо якщо змішані сорти з різних груп.
Перуанці, проте, на цьому не зупиняються і випускають ще один, найдорожчий піско під назвою мосто верде. Для виробництва однієї пляшки потрібно вдвічі більше винограду, ніж для звичайного піско. Тут дистилюють не сухе вино, а бродяче цукристе сусло. Ця солодкість не переходить в піско, але завдяки їй виходить напій з гладкою, оксамитовою текстурою і багатим, м'яким смаком.